# Scoff
Scoff – utwór amerykańskiego zespołu grungowego Nirvana. Jest to ósmy utwór na albumie Bleach, jego autorem jest Kurt Cobain (podpisujący się wtedy jako Kurdt Kobain). 
Wersja koncertowa Scoff została umieszczona na płycie DVD, box setu With the Lights Out, wydanego w 2004 roku.